# Relaciones Perú-República Dominicana
Relaciones República Dominicana-Perú son las relaciones bilaterales entre República Dominicana y Perú. Ambos países son miembros de la Organización de Estados Americanos y de las Naciones Unidas, y hay embajadas en ambas capitales. Las relaciones se describen como amistosas.

## Historia
Las relaciones diplomáticas entre la República Dominicana y el Perú se establecieron formalmente el 6 de abril de 1874.
Se celebraron reuniones bilaterales en septiembre de 2018 y marzo de 2019, y Perú abrió una oficina comercial en 2020.

## Turismo
El Aeropuerto Internacional de Punta Cana es uno de los destinos a los que llega la aerolínea de bandera peruana, LATAM Perú. También es uno de los destinos más populares entre los turistas peruanos. Tras el levantamiento de las restricciones de la pandemia del COVID-19 y la viajes comerciales permitida nuevamente, el interés peruano por Punta Cana aumentó en un 122%, con precios que cayeron en un 33%. En los primeros meses de 2022, el país insular recibió a más de 55 mil turistas peruanos, un aumento del 32% en comparación con 2019.
Ambos países también cooperan para prevenir el narcotráfico.

## Comercio
De enero a agosto de 2022, las exportaciones dominicanas al Perú ascendieron a US$ 11,4 millones en comparación con el 2021, donde fueron de US$12,2 millones. Las importaciones peruanas fueron de US$69,6 millones durante este período y de US$117,9 en 2021. Ese año, Perú fue el 24º socio comercial de República Dominicana a nivel mundial y el 8º en América Latina. La RD es el principal destino comercial del Perú hacia el Caribe.

## Misiones diplomáticas residentes

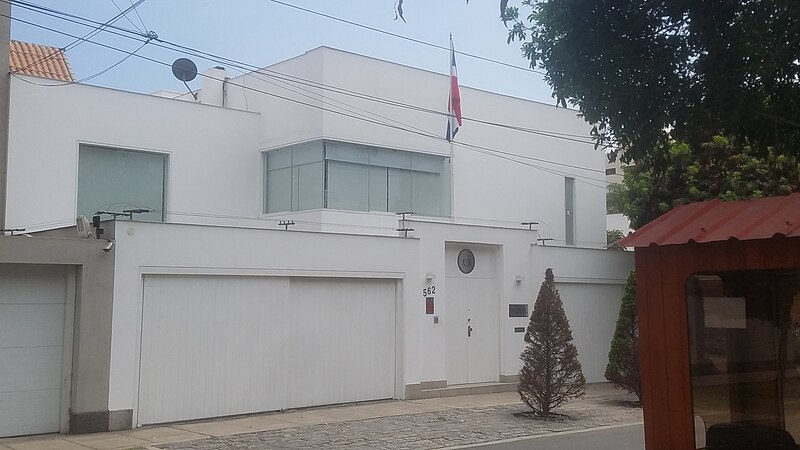
Embajada dominicana en Lima

- La República Dominicana tiene una embajada en Lima.[9]
- Perú tiene una embajada y una oficina comercial en Santo Domingo.[10]